# Stephan Lundh (konstnär)

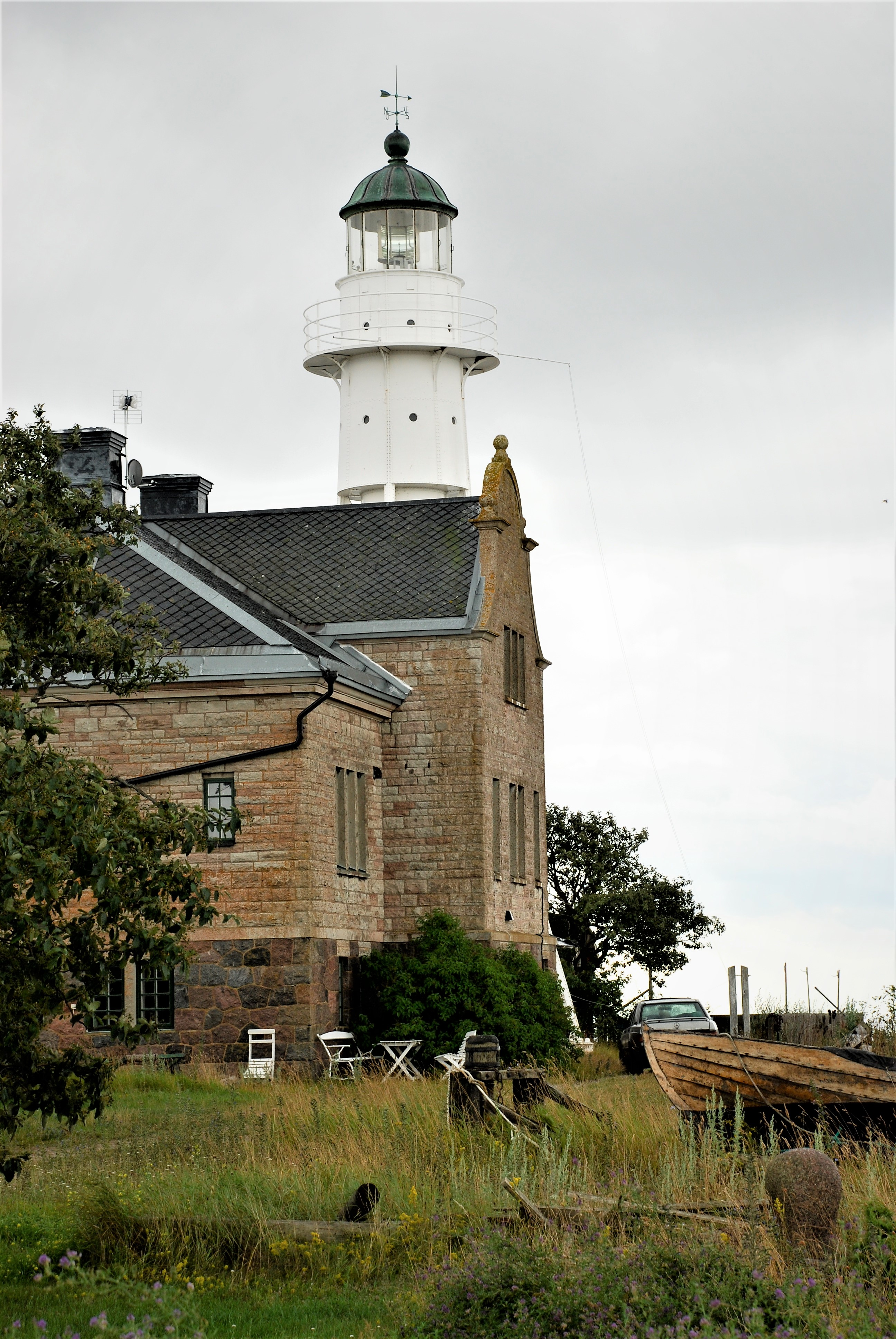
Högby fyrmästarbostaden

Stephan Herman Emanuel Lundh, född 21 februari 1927 i Uppsala, död 30 juli 2015 i Nordölands församling i Kalmar län, var en svensk målare.
Stephan Lundh var son till prosten Emanuel Lundh och sophiasystern Siri Ohlsson . Från 1932 växte han upp på Öland där fadern var kyrkoherde i Högby församling 1933–1963. Lundh avbröt studier vid Humanistiska läroverket i Sigtuna 1943 och gick till sjöss. Han tog styrmansexamen och slutligen sjökaptensexamen 1957.
1966 och 1967 studerade han vid Gerlesborgsskolan i Stockholm. Från 1970 hyrde han och fick sedan köpa fyrmästarbostaden på Högby fyr där han hade ateljé och även utställningar. Sedan 1960-talet deltog han i en rad samlingsutställningar och hade flera separatutställningar under 1990-talet.  Han tillhörde Åkerbokonstnärerna.
Åren 1958–1963 var han gift med Kerstin Larson (1918–1970; tidigare gift med Anders Ek), och 1984–1992 med journalisten Christina ”Kiki” Lundh, ogift Gjerss (född 1943). Lundh är begravd på Högby kyrkogård på Öland.